# 隕石の空中爆発の一覧
いくつかの隕石の空中爆発は記録されている。ただし「爆発」という表現は正確ではなく、実際には隕石が分裂した際に表面積が大きくなるために発光が増光した現象を指している。この分裂は、大気を通過する際の圧力に隕石が耐え切れなくなった時に起こる現象である。
| 日付          | 発生場所                                                 | 座標                                                                | エネルギー （TNT換算）            | 高度               | 備考 |
| ------------- | -------------------------------------------------------- | ------------------------------------------------------------------- | --------------------------------- | ------------------ | --- |
| 1908年6月30日 | ロシア帝国 クラスノヤルスク地方 ヴァナヴァラの北微西60km | 北緯60度53分09秒 東経101度53分40秒 / 北緯60.88583度 東経101.89444度 | 10 - 15メガトン （42 - 63PJ）     | 8.5 km (5.3 mi)    | ツングースカ大爆発 |
| 1930年8月13日 | ブラジル アマゾナス州                                    | 南緯5度11分 西経71度38分 / 南緯5.183度 西経71.633度                 | 0.1 - 5.0メガトン （0.42 - 21PJ） |                    | 1930年クルサー川の事象 3つの隕石ではないかと推定されている。                                                                                                |
| 1941年4月9日  | ロシア チェリャビンスク州のウラル山脈                    |                                                                     |                                   |                    | 数カ所の位置で暗闇を高速で移動する火球が観測されており、その後に蒸気機関車のような音がしたと言われている。ロシア語版ウィキペディアの記事（Katavsky bolide） |
| 1947年2月12日 | ソ連 東部シベリアのシホテアリニ山脈                      | 北緯46度09分36秒 西経134度39分12秒 / 北緯46.16000度 西経134.65333度 |                                   |                    | シホテアリニ隕石落下 |
| 1965年3月31日 | カナダ ブリティッシュコロンビア州                        |                                                                     | 600トン （2.5TJ）                 | 13 km (8 mi)       | 1gの破片が発見されている。 |
| 1966年9月17日 | カナダ オンタリオ州、ミシガン州のヒューロン湖            |                                                                     | 600トン （2.5TJ）                 | 13 km (8 mi)       | 火球は撮影されたが破片は発見されなかった。 |
| 1967年2月5日  | カナダ アルバータ州                                      |                                                                     | 600トン （2.5TJ）                 | 13 km (8 mi)       | 48mgと94mgの破片が発見された。アルバータ大学で保管されている。撮影されている。                                                                              |
| 1993年1月19日 | イタリア ルーゴ                                          |                                                                     | 10キロトン （42TJ） 以上          | 30km               | 低密度の隕石がおよそ26km/sで飛行したため爆発が起こったと推定されている。                                                                                    |
| 1997年12月9日 | グリーンランド ヌークの南150km                           | 北緯62度54分 西経50度06分 / 北緯62.900度 西経50.100度               | 64トン （0.27TJ） 以上            | >25 km (16 mi)     | 1つは46km上空で爆発、3つは25kmから30kmで飛散した。爆発エネルギーは発行物体からの計算で、全体のエネルギーは64トン以上になると推定される。                    |
| 2002年6月6日  | 地中海 リビアベンガジの北北東230km                       | 北緯34度 東経21度 / 北緯34度 東経21度                               | 26キロトン （109TJ）              |                    | 2002年東地中海の火球 |
| 2009年10月8日 | インドネシア 南スラウェシ州 ボネ県の海側                 | 南緯04度30分00秒 東経120度00分00秒 / 南緯4.50000度 東経120.00000度  | 31 - 50キロトン （130 - 210TJ）   | 25 km (16 mi)      | 破片は発見されず。ほとんどの破片は海に落下した。発生時刻は3:00（UTC）。                                                                                     |
| 2012年4月22日 | アメリカ カリフォルニア州 ル・グランジ付近               | 北緯37度6分 西経120度5分 / 北緯37.100度 西経120.083度               | 4キロトン （17TJ）                | 30 - 47km          | 数多くの破片が回収された。破片は炭素質コンドライト。サッターズミル隕石                                                                                      |
| 2013年2月15日 | ロシア連邦 チェリャビンスク付近                          | 北緯54度30分 東経61度30分 / 北緯54.500度 東経61.500度               | 500キロトン （2,100TJ）           | 30 - 50km （推定） | 2013年チェリャビンスク州の隕石落下 |